# François Caron
François Caron (* um 1600 in Brüssel; † 5. April 1673 auf See) war Generaldirektor der Niederländischen Ostindien-Kompanie und später Generaldirektor der Französischen Ostindien-Kompanie. Seine Beschreibung Japans gilt als erstes wichtiges diesbezügliches Werk aus der Feder eines nicht-katholischen Autors.

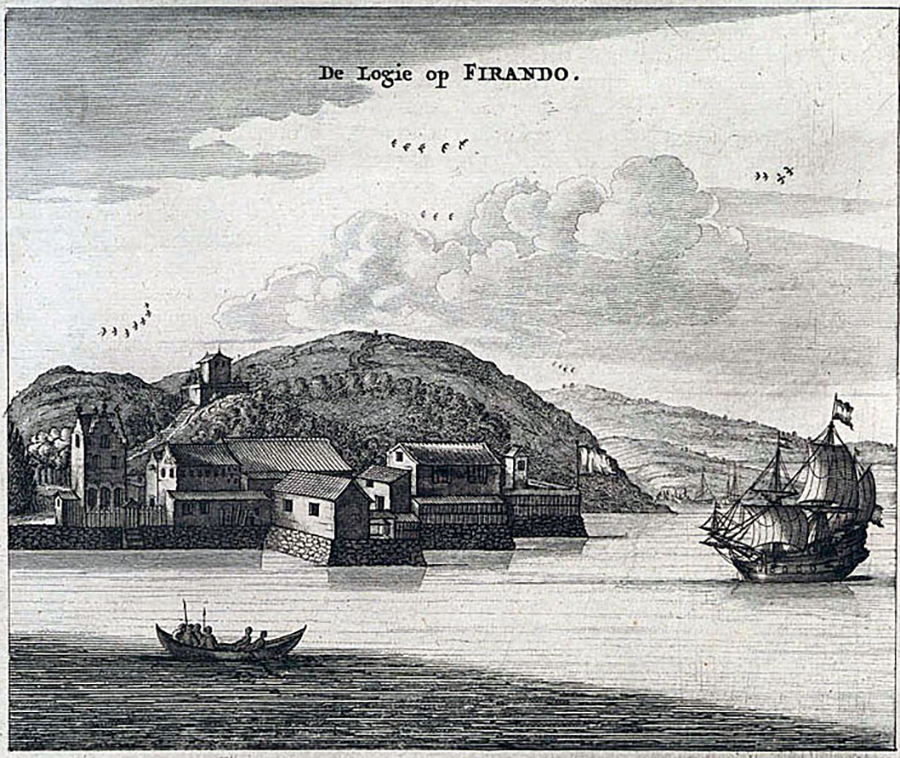
Die Niederlassung der Ostindien-Kompanie auf der Insel Hirado von 1609–41. (Stich in Arnoldus Montanus, Gedenkwaerdige Gesantschappen der Oost-Indische Maetschappy in't Vereenigde Nederland, aen de Kaisaren van Japan, 1669)

## Karrierebeginn in Japan
François Caron war Sohn französischer Hugenottenflüchtlinge. Über Carons Kindheit ist nichts bekannt. Als Küchenjunge auf dem Schiff „Schiedam“ erreichte er 1619 Hirado in Japan, wo die Niederländische Ostindien-Kompanie seit einem Jahrzehnt eine Handelsniederlassung unterhielt. Schon bald weckte er mit guten Japanischkenntnissen das Interesse seiner Vorgesetzten.
1626 erhielt er den Rang eines Handelsassistenten, der ihm eine Karriere als Kaufmann eröffnete. Im folgenden Jahr begleitete er den Gouverneur der niederländischen Besitzungen auf Formosa, Pieter Nuyts, als Übersetzer zum Hofe des Shōgun Tokugawa Iemitsu in Edo. Nuyts, der auf Formosa durch seinen Umgang mit konkurrierenden japanischen Kaufleuten, besonders Hamada Yahyōe aus Nagasaki, erheblichen Ärger verursacht hatte und nun hierzu Stellung beziehen wollte, wurde in Edo jedoch nicht vorgelassen.
Er verließ Japan in Unfrieden und löste 1628 – wiederum mit Hamada – einen Zwischenfall aus, der die niederländisch-japanischen Handelsbeziehungen in den Grundfesten erschütterte, zu seiner Abberufung, Festsetzung und im Frühsommer 1632 schließlich zur Auslieferung an die japanischen Behörden führte.
Im Oktober 1630 stand Caron als Dolmetscher dem niederländischen Verhandlungsführer in Edo zur Seite. 1632 schloss er in Batavia (heute Jakarta) einen neuen Vertrag ab, der ihm als Kaufmann die zweite Stelle hinter dem Leiter der Niederlassung Hirado sicherte. Irgendwann in diesen Jahren heiratete er die Tochter des Japaners Eguchi Jūzaemon, mit der er insgesamt fünf (anderen Autoren zufolge sechs) Kinder hatte. Im Juli 1636 gelang es ihm, die japanische Regierung zur Freilassung des nun schon vier Jahre internierten Nuyts zu bewegen. Am 12. Februar 1639 wurde er als Nachfolger von Nicolaes Couckebacker zum Leiter der Niederlassung Hirado ernannt.

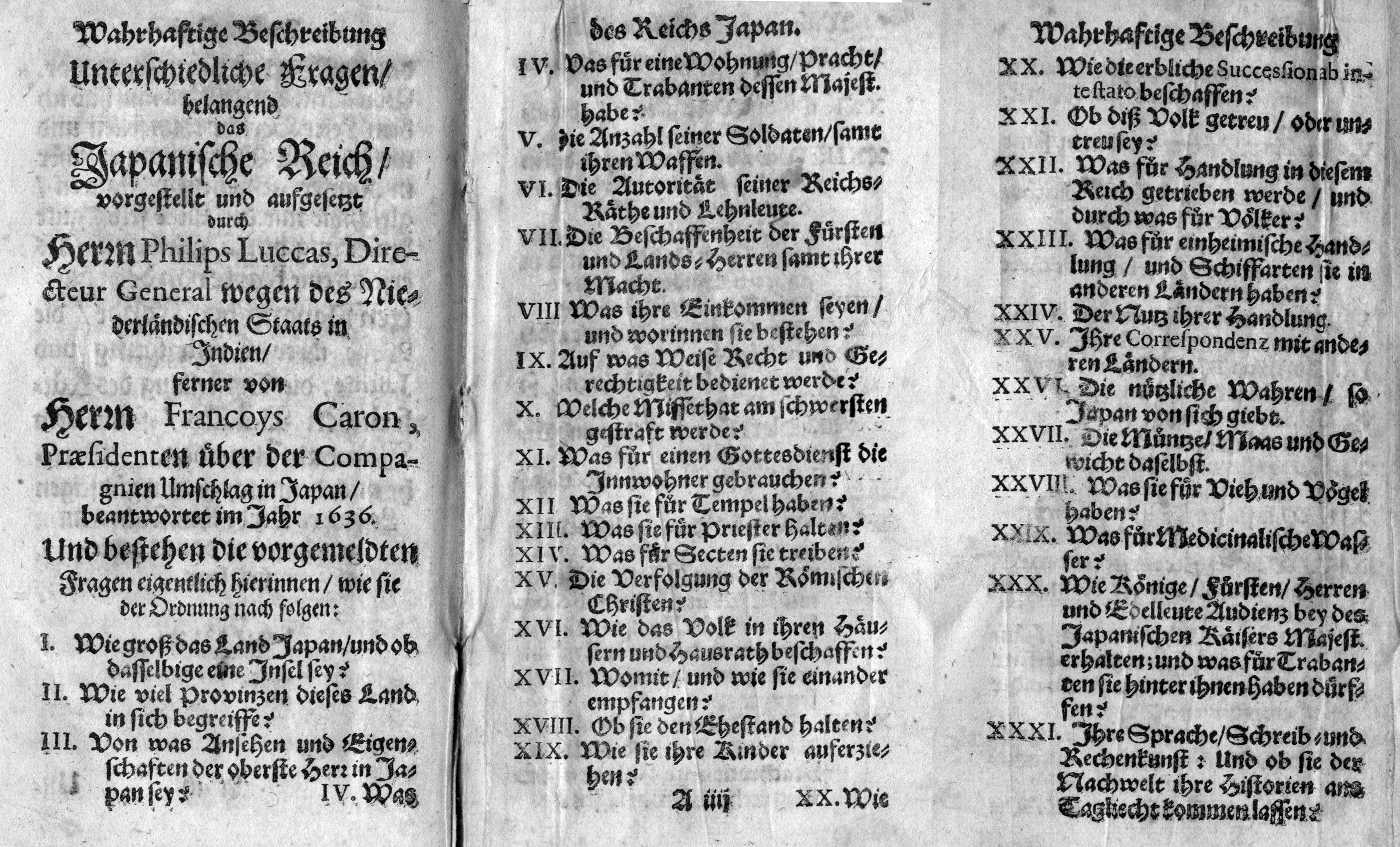
Fragen des Generaldirektors der Niederländischen Ostindien-Kompanie Philip Lucasz. an François Caron in der deutschen Edition von Christoph Arnold (Nürnberg, 1672)

1636 verfasste Caron eine Schrift, die seinen Namen europaweit bekannt machte. Aus Batavia war eine Liste mit 31 Fragen des Generaldirektors Philip Lucasz. eingetroffen, der sich ein genaueres, aktuelles Bild von Land und Leuten machen wollte. Carons Antworten gelangten nach Europa, wurden – zunächst ohne seine Einwilligung – publiziert, später aber auch in einer durch ihn autorisierten Ausgabe gedruckt und in vielerlei Übersetzungen verbreitet.
Kurz nachdem Caron diesen Text abgeschlossen hatte, kam es jedoch zu Ereignissen, welche in den Jahren darauf die Lage der Europäer in Japan grundlegend verändern sollten. Seit Beginn ihrer Handelsaktivitäten in Japan suchten die Niederländer, den Einfluss der bereits seit 1549 im Lande agierenden Portugiesen zu schwächen. Deren Verhältnis zu den japanischen Machthabern hatte sich seit den achtziger Jahren des 16. Jahrhunderts nach und nach verschlechtert, doch erfreuten sie sich noch immer einer dominierenden Position bei der Versorgung des Landes mit wichtigen Importgütern. Nachdem der 1637/38 ausgebrochene („Shimabara-Aufstand“) der vorwiegend katholischen Landbevölkerung im Südwesten von Kyushu nur mit großer Mühe niedergeschlagen worden war, entschloss sich die japanische Regierung 1639 zur Ausweisung aller „Südbarbaren“ (Nambanjin) und zum endgültigen Verbot des Christentums. Da das Land nicht autark war, wurde Caron bei Treffen mit dem Reichsrat Sakai Tadakatsu und anderen hochrangigen Vertretern der Tokugawa-Regierung befragt, ob die Kompanie willens und fähig sei, in einem solchen Fall die Versorgung Japans mit Rohseide, Seidenstoffen, Arzneimitteln usw. zu garantieren. Da Caron dies wiederholt versprach und die Kompanie im Gegensatz zu den Portugiesen keinerlei Interesse an missionarischen Aktivitäten zeigte, wurden die Niederländer als einzige europäische Nation von der 1639 proklamierten Ausweisung der Europäer ausgenommen.
Allerdings übte man auf Caron erheblichen Druck aus, der Verlegung seiner Handelsstation von Hirado nach Nagasaki, einer direkt der Regierung unterstellten Domäne, zuzustimmen. 1641 zogen die Niederländer auf die kleine künstliche Insel Dejima um, wo sie schärfer als bisher überwacht bis zur Öffnung des Landes im 19. Jahrhundert Handel trieben und so den Austausch mit Europa aufrechterhielten.
Eine der vielen neuen japanischen Verfügungen besagte, dass die Leiter der Niederlassung nunmehr alljährlich ausgetauscht werden mussten. Dies betraf auch Caron, der am 15. Februar 1641 nach mehr als zwanzig Jahren das Land verließ. Am 21. April traf er in Batavia ein, wo Anthonie van Diemen ihn in Anerkennung seiner Verdienste zum zeitweiligen außerordentlichen Mitglied des höchsten Exekutivgremiums der Kompanie vor Ort, dem „Raad van Indië“, ernannte. Am 8. November jenes Jahres folgte die Ernennung zum Admiral der „Retourflotte“ nach Europa. Am 13. Dezember stach er mit neun Schiffen in See. Die „Heeren XVII“, das siebzehnköpfige Direktorium der Kompanie in den Niederlanden, waren mit dem Bericht, den er im September 1642 erstattete, sehr zufrieden. Caron erhielt eine Belohnung von 1500 Gulden und wurde einige Wochen später um seinen erneuten Eintritt in den Dienst der Kompanie gebeten, wobei man ihm einen ordentlich Sitz im Rat von Indien versprach. Im Januar 1643 zog er an Bord der „Olifant“ (Elefant) zum zweiten Mal nach Asien.

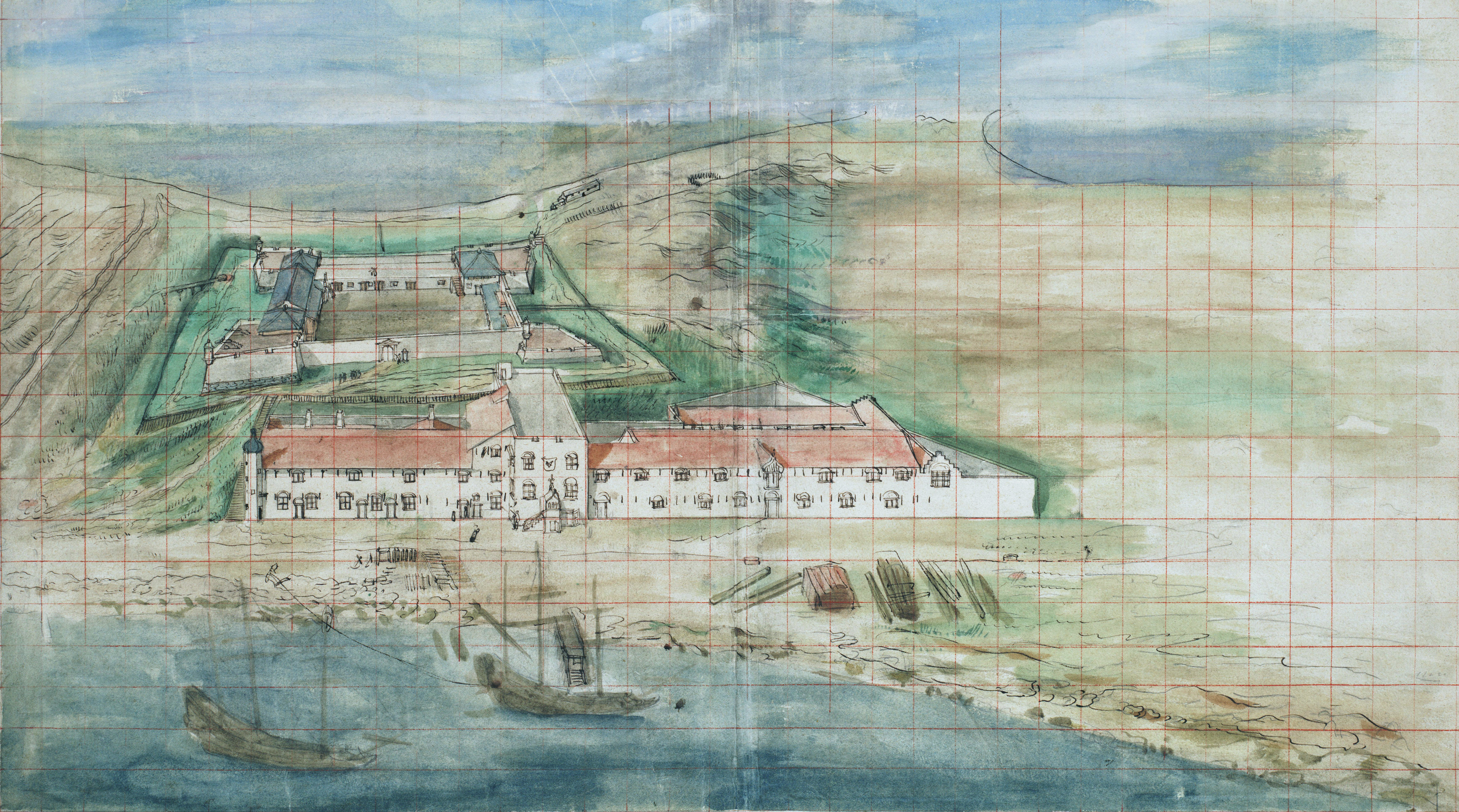
Zeelandia an der Bucht Taiwan (Formosa), ca. 1635

## Aufenthalt in Batavia, Ceylon und Formosa
Ende Juli 1642 erreichte er Batavia und erhielt am 30. September den versprochenen regulären Sitz im Rat von Indien. Seine japanische Frau war inzwischen verstorben, die Kinder lebten jedoch noch. Seine zweite Frau, die achtzehnjährige Constantia Boudaen, die er durch den von ihm bevollmächtigten Couckebacker 1644 geheiratet hatte, traf Mitte 1645 in Batavia ein. Frederick Coyett, der ihre Schwester Susanna heiratete, wurde sein Schwager.
Im Herbst 1643 segelte Caron mit elf Schiffen und 1700 Mann, darunter 950 Soldaten nach Ceylon. Da die Portugiesen mit dem lokalen Herrscher nicht zurechtkamen und ihre Loslösung von Spanien einige Kräfte anderweitig band, hatte man sich in Batavia zum Angriff auf deren Niederlassungen in Ceylon entschlossen. Zwar erwies sich Colombo als uneinnehmbar, und die Besetzung des Stützpunktes Negombo und einiger Distrikte mit Zimtproduktion forderte hohe Verluste, doch fiel der Vertrag von Goa (1644) für Kompanie recht günstig aus.
Caron wurde dank dieses Erfolgs erneut befördert und wirkte nun vom Mai 1644 bis Juli 1646 als Gouverneur auf der Insel Formosa (Taiwan). Hier kümmerte er sich um den Gold-, Kohle- und Schwefelabbau und ließ den Hauptstützpunkt der Kompanie, die Festung Zeelandia, verstärken. Zugleich weitete er unter Einsatz chinesischer Arbeitskräfte die Anbaufläche für Reis aus und regulierte den Abschuss des Rotwilds durch die einheimischen Stämme sowie die Verarbeitung der begehrten Felle. Anders als in Japan setzte die Kompanie auf Formosa niederländische Pfarrer zur Missionierung der Einheimischen ein und dehnte mit der Zeit ihren Einfluss auf die gesamte Westküste aus.

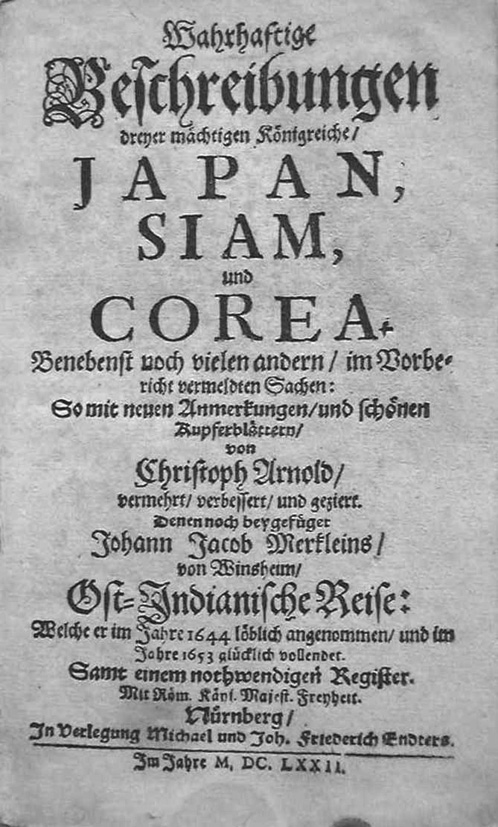
Wahrhaftige Beschreibungen in der von Christoph Arnold besorgten Edition, 1672 (Titelblatt)

Im März 1646 kehrte Caron nach Batavia zurück, wo er im Zuge einer Reorganisation der Verwaltungsspitze am 9. März 1647 zum „Directeur-Generaal“ in die zweithöchste Position aufstieg. In dieser Funktion kümmerte er sich um die Konsolidierung des Handels mit der Koromandelküste und Amboina. In Japan hatte sich durch die unerlaubte Anlandung des niederländischen Expeditionsschiffes „Breskens“ in Nambu (1643) sowie durch allerlei Informationsdefizite im Zusammenhang mit der unerwünschten Ankunft eines portugiesischen Schiffes (1647) in Nagasaki wieder einmal Zündstoff angesammelt, der die Handelsbeziehungen zu beeinträchtigen drohte. Einmal mehr machte Caron sich verdient bei der minutiösen Vorbereitung einer Gesandtschaft nach Edo, der es 1650 mit einiger Mühe schließlich gelang, die Lage wieder zu beruhigen.
Allerdings hatte Caron seine Neider, und das akkumulierte Vermögen, das prächtige Stadthaus in Batavia und ein nicht weniger stattliches Landhaus nährten den Verdacht der persönlichen Bereicherung. Auch der Generalgouverneur Cornelis van der Lijn, dem Caron seit langem freundschaftlich verbunden war, fiel 1651 diesen Anschuldigungen zum Opfer. Beide mussten sich in den Niederlanden verantworten. Van der Lijn erreichte eine ehrenvolle Entlassung einschließlich eines Geldgeschenks für seine Verdienste. Ob dies auch Caron gelang, ist nicht geklärt. Auf jeden Fall ging er ab 1652 eigene Wege, nachdem die Kammer Amsterdam seine beträchtlichen finanziellen Ansprüche befriedigt hatte.

## In französischen Diensten
In diesen Jahren wuchs das französische Interesse an Asien. Auf Betreiben des Finanzministers Jean-Baptiste Colbert wurde am 1. September 1664 unter der Schirmherrschaft von Ludwig XIV. die Französische Ostindienkompanie (Compagnie française pour le commerce des Indes orientales) gegründet. Colbert gelang es, Caron für sein Projekt zu gewinnen, und dieser wurde 1665 Generaldirektor des jungen Unternehmens. Nicht ohne Grund empfand man das in den Niederlanden als Verrat. Caron brachte reiche Erfahrungen ein. Schon kurz nach seiner Anstellung schlug er als Hauptstützpunkt in Asien eine der Bangka-Inseln vor. Auch hinsichtlich Japans, das ihm nach wie vor am Herzen lag, präsentierte er ausgefeilte Vorschläge. Colbert ließ ihm weitgehend freie Hand.

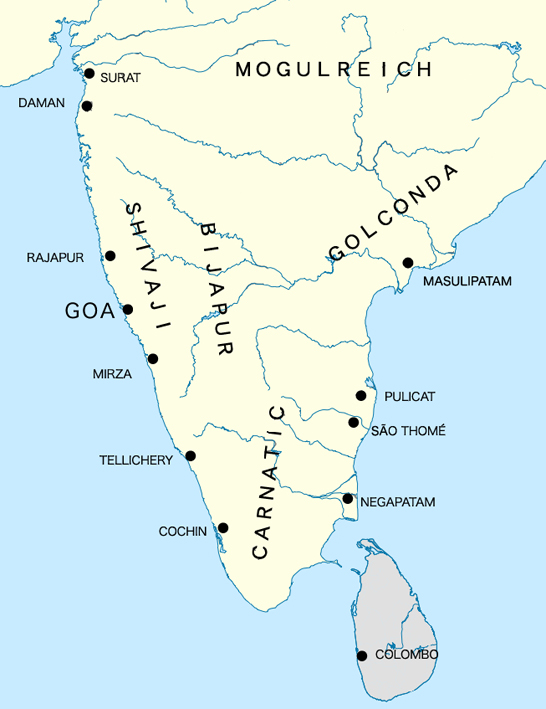
Der indische Subkontinent zu Carons Zeiten

Am 14. März 1666 brach Caron mit zehn Schiffen auf. Zwar kam er auf Madagaskar nicht voran, doch gelang ihm die Gründung von Stützpunkten auf den nahe gelegenen Inseln „Bourbon“ (Réunion) und „Île-de-France“ (Mauritius). Im Februar 1668 erreichte er Surat in Nordwestindien. Weitere Außenstationen wie Rajapur, Mirza (Mirjan), Tellichery sowie Masulipatam (1669) an der Ostküste des Subkontinents folgten.
Carons Lage war nicht einfach. Als Protestant traf er immer wieder auf das Misstrauen seines katholischen Umfelds, und der Eindruck, dass er überwacht wurde, war wohl nicht aus der Luft gegriffen. 1671 trafen weitere französische Schiffe ein. Durch den Admiral Jacob Blanquet de la Haye erfuhr er, dass er auf Geheiß des Königs zum Mitglied des (katholischen) Michaelsordens (Ordre de Saint-Michel) ernannt worden sei.
Das folgende Jahr verstrich mit diversen Versuchen von Caron und de la Haye, die Positionen der Franzosen auszubauen, was unvermeidlich zu Konflikten mit den Niederländern führte. Im Juli 1672 gelang die Eroberung von Mailapur (St. Thomé) an der Koromandelküste. Doch kam es zum Zerwürfnis mit de la Haye. Man kam überein, dass Caron vorübergehend heimkehren solle, um am Hofe Bericht zu erstatten. Noch während seiner Überfahrt verloren die Franzosen diese Enklave wieder. Carons Schiff, die „Jules“, lief am 5. April 1673 vor der portugiesischen Küste auf Grund, zerbrach und sank. Einer seiner Söhne, der ihn begleitet hatte, wurde gerettet, doch Caron ertrank.
Von französischen Autoren wird Caron meist als erster Franzose bzw. erster Französisch sprechender Europäer in Japan beschrieben, doch von einer engeren Bindung an Frankreich kann erst im letzten Jahrzehnt seines Lebens die Rede sein. Als intimer Kenner von Land und Leuten war er der erste nicht-katholische Autor, der eine einflussreiche Beschreibung Japans zu Papier brachte.

## Werke
- Beschrijvinghe Van het Machtigh Coninckrijcke Japan, Vervattende den aert en eygenschappen van’t Landt, manieren der Volckeren, ale mede hart grouwelijcke wreedtheydt teghen de Roomsche Christenen, gesteldt door Francois Caron. T’Amsterdam: door Ioost Hartgers, 1648.
- Rechte beschryvinge van het machtigh koninghrijck van Iappan bestaende in verscheyde vragen, betreffende des selfs regiering, coophandel, maniere van leven, strenge justitie &c. voorgestelt door den Heer Philips Lucas, directeur generael wegens den Nederlandsen staet in India / ende door de Heer Francoys Caron, president over de comp. ommeslach in Iappan, beantwoort inden iare 1636 ; welcke nu door den selven autheur oversien, vermeerdert en uytgelaten is de fabuleuse aentekeningen van Hendrick Hagenaer, so dat nu alles met zijn voorige origineel komt te accorderen, en met kopere figueren verrijckt. s’Gravenhage, [1662?].
- Fr. Carons, und Jod. Schoutens Wahrhaftige Beschreibungen zweyer mächtigen Königreiche, Jappan und Siam. Benebenst noch vielen andern, zu beeden Königreichen gehörigen, Sachen; welche im Vorbericht zu finden. Alles aus dem Niederländischen übersetzt. Denen noch beygefüget Johann Jacob Merckleins Ost-Indianische Reise, welche er im Jahr 1664. löblich angenommen, und im Jahr 1653. glücklich vollendet. Samt einem völligen Register. [...] Nürnberg, In Verlegung Michael und Joh. Friederich Endters. Im Jahr 1663.
- A true description of the mighty kingdoms of Japan and Siam / written originally in Dutch by Francis Caron and Joost Schorten; and novv rendred into English by Capt. Roger Manley London, Printed by Samuel Broun and John de l’Ecluse, 1663.
- Wahrhaftige Beschreibungen dreyer mächtigen Königreiche Japan, Siam und Corea. Benebenst noch vielen andern / im Vorbericht vermeldten Sachen: So mit neuen Anmerkungen / und schönen Kupferblättern / von Christoph Arnold / vermehrt, verbessert und geziert. Denen noch beygefüget Johann Jacob Merkleins / von Winsheim Ost-Indische Reise: Welche er im Jahre 1644 löblich angenommen / und im Jahre 1653 glücklich vollendet. Samt einem nothwendigen Register. Mit Röm. Kays. Majest Freyheit. / Nürnberg / In Verlegung Michael und Joh. Friedrich Endters. Im Jahre M.D.C.LXXII.
- A true description of the mighty kingdoms of Japan and Siam / written originally in Dutch by Francis Caron and Joost Schorten; and now rendred into English by Capt. Roger Manley. London, Printed for Robert Boulter, 1671.
- François Caron & Joost Schouten, A True Description of the Mighty Kingdoms of Japan & Siam. Reprinted from the English edition of 1663 with Introduction, Notes and Appendixes by C.R. Boxer. London: The Argonaut Press, 1935.
- Caron, Francois; Lucas, Philips: Rechte Beschryvinge Van het Machtigh Koninghrijck van Iappan. 's Gravenhage : Tongerloo, 1661 Digitalisat der Universitäts- und Landesbibliothek Bonn